# Dasineura rufescens
Dasineura rufescens är en tvåvingeart som först beskrevs av Stefani 1898.  Dasineura rufescens ingår i släktet Dasineura och familjen gallmyggor. Inga underarter finns listade i Catalogue of Life.